# Lasioserica pudens
Lasioserica pudens är en skalbaggsart som beskrevs av Ahrens 2005. Lasioserica pudens ingår i släktet Lasioserica och familjen Melolonthidae. Inga underarter finns listade i Catalogue of Life.